# Monarca inquiet
El monarca inquiet (Myiagra inquieta) és una espècie d'ocell passeriforme de la família Monarchidae.
Se'l troba a Austràlia i Papua Nova Guinea. Mesura prop de 20 cm. La part superior del cap és blau fosc brillant; l'esquena, negra; i les parts inferiors, blanques. S'assembla a la cua de ventall garser, però la manca de coll negre i celles blanques el distingeixen d'aquest. S'alimenta d'insectes.
Construeix un niu en forma de tassa amb escorces i herbes, entrellaçat i forrat amb teranyines. Per al revestiment usa trossos d'escorça suau, herbes, pèls o plomes. Generalment és decorat amb líquens, tires d'escorça i ous d'aranya.